# Tadija Dragićević
Tadija Dragićević (nacido el 28 de enero de 1986 en Čačak) es un jugador de baloncesto serbio que pertenece a la plantilla del CB Breogán. Con 2,06 metros de estatura, juega en la posición de alero.

## Trayectoria deportiva

### Europa
Formado en las categorías inferiores del Estrella Roja, subió al primer equipo en 2004, con 18 años, siendo cedido mediada la temporada al KK Mega Vizura. Regresó al año siguiente, disputando cinco temporadas más con el equipo de Belgrado, con los que disputó la liga serbia y la Liga del Adriático, siendo la campaña más destacada la de 2007-2008, en la que promedió 20,5 puntos y 4,3 rebotes por partido.
En enero de 2010 se desvinculó del equipo serbio por problemas económicos, fichando por la Lottomatica Roma de la liga italiana, donde jugó 17 partidos en los que promedió 8,6 puntos y 3,5 rebotes. Al término de la temporada fichó por el ALBA Berlin de la liga alemana, donde ha promediado en liga 7,7 puntos y 3,5 rebotes, mientras que en las competiciones europeas consiguió 9,3 puntos y 4,5 rebotes.

### NBA
Fue elegido en la quincuagésimo tercera posición del Draft de la NBA de 2008 por Utah Jazz. pero no llegó a firmar con el equipo.